# Heterotropus nigritarsis
Heterotropus nigritarsis är en tvåvingeart som beskrevs av Engel 1933. Heterotropus nigritarsis ingår i släktet Heterotropus och familjen svävflugor.
Artens utbredningsområde är Egypten. Inga underarter finns listade i Catalogue of Life.